# Borda de Sant Feliu
La Borda de Sant Feliu és una borda del terme municipal de Tremp, a l'antic terme ribagirçà d'Espluga de Serra, al Pallars Jussà.
Està situada uns 1.250 metres al sud-sud-est del Castellet, a la dreta del barranc del Comellar. És en un dels contraforts nord-occidentals de la Serra de Castellet, al nord-est de la Roca Mosquera i al sud-oest de les Roques del Castellet.